# José Iváñez Baldó
José Iváñez Baldó (Jijona, Alicante; 21 de marzo de 1906-Alicante; 23 de marzo de 1994) fue un arquitecto español.
Se tituló en 1934 en arquitectura en la Escuela de Arquitectura de Barcelona, donde trabó amistad con Miguel López, Josep Torres Clavé, José Soteras Mauri y Emilio Bofill Benesat. El mismo año de su graduación, se desplazó a Alicante, en cuya provincia desempeñó su actividad profesional. Al comenzar la guerra civil española se incorporó al Sindicato de Arquitectos y fue destinado al frente de Extremadura, aunque no llegó a su destino inicial al ser trasladado a Madrid. Allí fue sargento, y al caer la ciudad fue encarcelado en el Cerro de los Ángeles. Regresó a Alicante en el año 1939 y fue Presidente durante 25 años de la delegación provincial del COAZV.
De su obra cabe destacar el proyecto de varios grupos escolares, como los de Daya Nueva y Puebla de Rocamora, las escuelas de párvulos de Aguas de Busot y las 340 viviendas del grupo Felipe Bergé en el Altozano. Además, realizó el pabellón de la provincia de Alicante para la I Feria Internacional del Campo celebrada en Madrid.